# Zbyšek Kaleta
Zbyšek Kaleta (* 25. března 1962) je český protestantský duchovní, publicista a podnikatel.
Od roku 2002 má vlastní firmu na obchod s papírenským a kancelářským zbožím.
Je předsedou představenstva Evangelizačního centra M.I.S.E. a působí v duchovenské službě Slezské církve evangelické augsburského vyznání, kde byl v roce 2017 ordinován do služby diakona. Pracuje ve spolku Křesťanské společenství, z. s., jako ředitel Biblické školy pracovníků a v redakci časopisu IDEA.
V říjnu 2020 byl zvolen předsedou České evangelikální aliance. Svou činnost předsedy ukončil roku 2025.
Je ženat; má tři dcery.